# Gwardia Warszawa
O Warszawski Klub Sportowy Gwardia Warszawa, abreviado Gwardia Warszawa, em português Gwardia Varsóvia é um clube de futebol polonês da cidade de Varsóvia que disputa a Ekstraklasa.

## História
O Gwardia Warszawa foi fundado em 1948.